# متنزه غراند تيتون الوطني
متنزه غراند تيتون الوطني هو متنزه وطني بالولايات المتحدة، يقع في شمال غرب ولاية وايومنغ. تبلغ مساحة المتنزّه نحو 130,000 هكتار، وتقع ضمن حدوده القمم العالية لسلسلة جبال تيتون البالغ طولها 64 كيلومتراً، بالإضافة إلى أغلب الأجزاء الشمالية من وادي هوة جاكسون. يقع متنزه غراند تيتون على مسافة 16 كيلومتراً فحسب جنوب متنزه يلوستون الوطني، وهما موحَّدان إدارياً تحت إدارة المتنزهات الوطنية، حيث يتولَّى إدارتهما جون باركوي. وعندما تلحق بها الغابات الوطنية المجاورة، تصبح مساحة هذه المحميات الثلاث معاً نحو 7,300,000 هكتار، لتشكل نظام يلوستون الكبير البيئي، وهو أحد أكبر الأنظمة البيئية المعتدلة التي لا زالت سليمةً في العالم.
يعود تاريخ الاستيطان البشري في منطقة حديقة غراند تيتون الوطنية إلى ما لا يقلّ عن 11,000 عام، عندما وصل أوائل الهنود قبل التاريخيّين البدو الصيَّادين، وأخذوا يهاجرون إلى المنطقة في الشهور الحارَّة سعياً وراء الطعام والغذاء. خلال القرن التاسع عشر وصل الأوروبيون إلى المنطقة وبدؤوا الاحتكاك مع السكان الأصليّين من قومية الشوشون. وسرعان أصبحت المنطقة بؤرةً لتجارة الفرو بين عامي 1810 و1840، حيث تهافتت إليها شركات الفرو وتنافست للسيطرة على تجارة جلود الدببة بالمنطقة. ابتدئت بعثات حكومة الولايات المتحدة التوافد إلى غراند تيتون في منتصف القرن التاسع عشر، كامتدادٍ لعملية استكشاف منطقة يلوستون المجاورة، ووصل المستوطنون الأوروبيون الدائمون الأوائل إلى هوة جاكسون في ثمانينيات القرن التاسع عشر. انطلقت المحاولات الأولى لحماية غراند تيتون وتحويلها إلى متنزه وطني في أواخر القرن التاسع عشر، وتُوِّجت بافتتاح المتنزه عام 1929، وذلك بغرض حماية القمم المرتفعة لسلسلة جبال تيتون. إلا إنَّ وادي هوة جاكسون ظلَّ ممتلكاً خاصاً حتى الثلاثينيات، عندما بدأ صائنو البيئة بقيادة جون د. روكفيلر، جر. بشراء أرض الوادي لضمّها إلى المتنزه. وعلى الرُّغم من معارضة الرأي العام والكونغرس الأمريكي، فقد نجح البيئيون بحماية معظم أراضي هوة جاكسون مزار جاكسون هول الوطني في عام 1943. إلا إنَّ المزار ألغي في عام 1950 وألحقت معظم مساحته بمتنزع غراند تيتون.

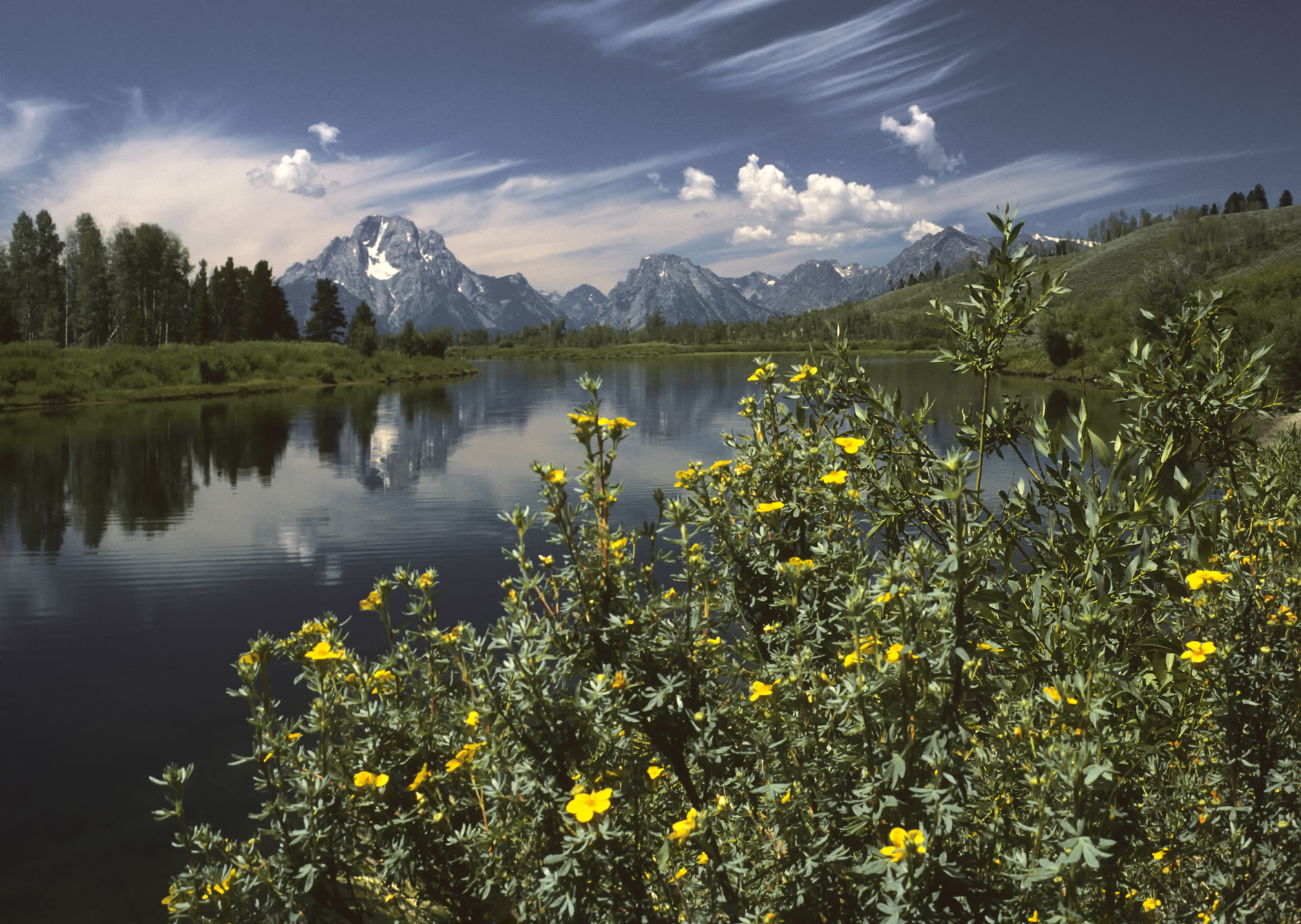
منحنى إكسبو على نهر سنيك في حديقة غراند تيتون.

حاز المتنزه على اسمه نسبةً إلى جبل غراند تيتون، وهو أعلى قمم سلسلة جبال تيتون. وتعود تسمية الجبل بالأصل إلى القرن التاسع عشر، حيث أطلق عليها الفرنسيّون آنذاك اسم "les trois tétons" الذي يعني «الحلمات الثلاث»، وقد اختصر وحُرّف لاحقاً إلى شكل «تيتونز». عند ارتفاع الـ4,200 متر ترتفع سلسلة جبال غراند تيتون فجأةً ما قدره 2,100 فوق هوة جاكسون، لتصبح أعلى بنحو 260 متراً من قمة أوين، وهي ثاني أعلى قمة في المنطقة. تنتشر في المتنزه بحيراتٌ كثيرة، منها بحيرة جاكسون التي يبلغ طولها 24 كيلومتراً، بالإضافة إلى جداول كثيرةٍ بأطوال متباينة منها نهر سنيك العلوي. لكن في بعض الأوقات تتكون عشرات المثالج الصغيرة في المناطق المرتفعة قرب أعلى قمم السلسلة. تُعَدّ بعض صخور متنزه غراند تيتون من بين أقدم الصخور المعروفة في الولايات المتحدة، حيث تعود إلى 2.7 بليون سنة.
لا زالت تحفظ منطقة غراند تيتون نظاماً بيئياً لم يتغيَّر تقريباً منذ آلاف السنين، إذ لا زالت توجد فيها نفس الحيوانات والنباتات تقريباً التي كانت فيها منذ عصور ما قبل التاريخ. يقطن الحديقة الآن أكثر من 1,000 نوع من النباتات الوعائية، و300 نوع من الطيور، وعشرات الثدييات، وأكثر من عشرة أسماك، وبضعة أنواعٍ من الزواحف والبرمائيات. ونتيجةً لتأثيراتٍ مختلفةٍ طرأت على النظام البيئي (كان البشر وراء بعضها)، أصبحت بعض أنواع الأسماك المتوطنة في الحديقة وشجر صنوبر وايت بارك مهددين بالانقراض، ممَّا دفع البيئيّين إلى اتخاذ إجراءاتٍ مختلفةٍ في الحديقة لحماية هذه الأنواع.
يعد منتزه غراند تيتون الوطني وجهةً شائعةً لمتسلّقي الجبال وهواة المشي في البيئات الطبيعية وصيد السمك. ثمة في أنحاء المتنزه أكثر من 1,000 بقعة تخييم، وأكثر من 320 كيلومتراً من طرقات المشي التي تصل إلى مناطق التخييم المنعزلة. كما توجد في المتنزه عدة مراكز متنقّلة لخدمة الزوار،